# Svenska betes- och vallföreningen
Svenska betes- och vallföreningen var en förening bildad 1916 av statskonsulent Anders Elofson, med syfte att verka för högre avkastning på betesmarker och ängsmarker genom införandet av bättre metoder för skötsel och utnyttjande och att arbeta för att skogsmark i allt mindre grad skulle behöva tas i anspråk för bete.
Föreningen gick 1939 samman med Svenska mosskulturföreningen till Vall- och mosskulturföreningen, som i sin tur 1962 uppgick i Vallföreningen.